# Tomáš Šimkovič
Tomáš Šimkovič (* 16. April 1987 in Bratislava) ist ein österreichischer Fußballspieler slowakischer Herkunft.

## Karriere

### Verein

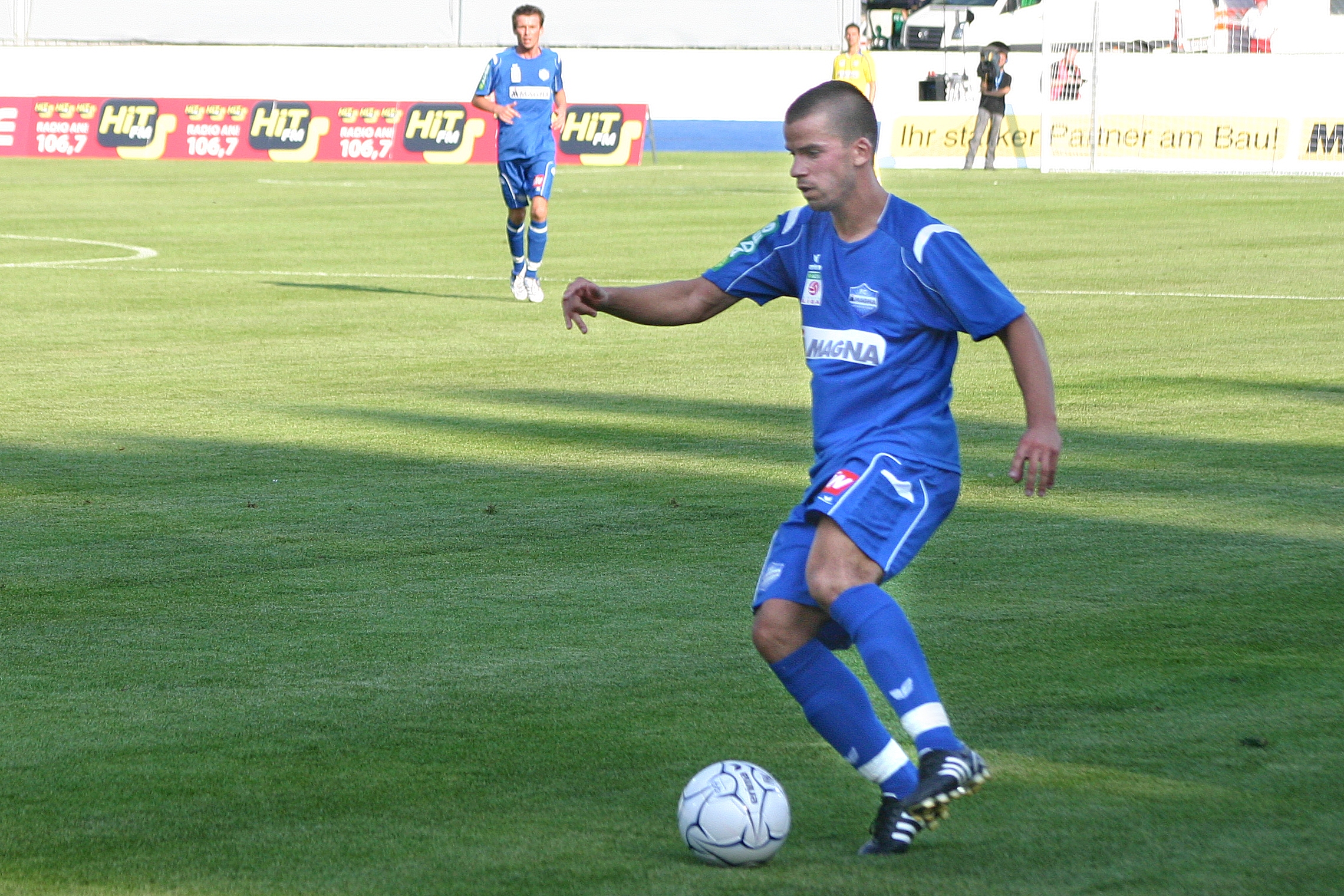
Tomáš Šimkovič als Spieler von Wiener Neustadt (2008)

Nachdem seine Eltern nach Tulln an der Donau gezogen waren, spielte der Mittelfeldspieler bei den österreichischen Kleinvereinen USC Kirchberg/Wagram und dem USV Großriedenthal in deren Jugend. Weiters verbrachte Šimkovič einige Zeit beim SK Rapid Wien, ehe er die Frank-Stronach-Akademie in Hollabrunn besuchte.
2005 kam er in die Amateurmannschaft der Wiener Austria, in welcher er bis Jänner 2008 spielte. Ab Jänner 2008 war Šimkovič beim SC Schwanenstadt unter Vertrag. Nachdem der Verein im Sommer 2008 seinen Sitz nach Oberwaltersdorf als SC Magna Wiener Neustadt verlegte, zog Šimkovič mit zum neuen Stronach-Klub nach Niederösterreich.
Im Jänner 2012 kehrte er zur Austria zurück. Mit der Austria konnte er in der Saison 2012/13 österreichischer Meister werden. Im Jänner 2014 wechselte er nach Kasachstan zu Tobyl Qostanai. In den folgenden dreieinhalb Jahren absolvierte er 87 Spiele für Tobyl in der Premjer-Liga, in denen er 18 Tore erzielte. Im Juni 2017 wechselte er zum Ligakonkurrenten FK Aqtöbe.
Nach 14 Spielen für Aqtöbe wechselte Šimkovič im Februar 2018 nach Litauen zum FK Žalgiris Vilnius. In der Saison 2018 absolvierte er 31 Spiele für Žalgiris in der A lyga und erzielte dabei sieben Tore. Im Februar 2019 wechselte er nach Lettland zum FK RFS. In drei Spielzeiten in Lettland kam er zu 75 Einsätzen in der Virslīga für RFS, in denen er 23 Tore erzielte. 2021 führte er den Klub als Kapitän zum ersten Meistertitel der Klubgeschichte.
Nach diesem Erfolg kehrte Šimkovič im Jänner 2022 nach Österreich zurück und wechselte zum Regionalligisten First Vienna FC. Für die Vienna kam er bis Saisonende zu neun Einsätzen in der Ostliga. Am Ende der Saison 2021/22 stieg er mit den Wienern in die 2. Liga auf. Nach dem Aufstieg kam er verletzungsbedingt nicht mehr zum Einsatz. Im August 2022 löste er seinen Vertrag in Wien auf und kehrte anschließend wieder nach Riga zurück. Für RFS kam er bis Saisonende achtmal zum Einsatz, zudem qualifizierte er sich mit dem Klub erstmals für die UEFA Europa Conference League. Nach Ende der Spielzeit 2022 beendete er seine Profikarriere 35-jährig.
Daraufhin wechselte er im Februar 2023 zurück nach Österreich zum sechstklassigen USC Muckendorf/Zeiselmauer.

### Nationalmannschaft
International spielte Šimkovič für beinahe alle österreichischen Jugendauswahlen. Seine größten Erfolge waren das Erreichen des Halbfinales der U-19-Europameisterschaft 2006 und der U-20-WM 2007 in Kanada, wo er mit zwei Einsätzen maßgeblichen Anteil am Erfolg der U-20-Auswahl Österreichs hatte.

## Erfolge
- Halbfinale bei der U-19-Europameisterschaft 2006 mit Österreich
- Vierter Platz mit Österreich bei der U-20-Weltmeisterschaft in Kanada (2 Einsätze)
- 1× österreichischer Meister (2013)
- Lettischer Meister (2021)

## Persönliches
Šimkovič wurde 1987 in der heutigen slowakischen Hauptstadt Bratislava geboren. Seine Eltern stammen beide aus der Slowakei. Sein Vater Boris war damals als Anwalt tätig und ist heute Bürgermeister der slowakischen Ortschaft Záhorská Ves, welche circa 1600 Einwohner hat.